# Schizodentalium
Schizodentalium is een geslacht van weekdieren uit de klasse van de Scaphopoda (tandschelpen).

## Soort
- Schizodentalium plurifissuratum Sowerby, 1894